# Oms
|  | Aquest article tracta sobre el poble del Rosselló. Vegeu-ne altres significats a «Om». |

Oms (['ums], estàndard ['oms]) és un poble, cap del municipi mateix nom, de 332 habitants (2019), de la comarca del Rosselló, a la subcomarca dels Aspres, a la Catalunya del Nord. En el seu terme hi ha el llogaret de Reirós, també anomenat Roirós o Riurós (no s'ha de confondre amb el veïnat de Riurós al municipi de Sant Llorenç de Cerdans al Vallespir), i el veïnat de Mas de Campelles.

## Etimologia
Segons Joan Coromines el nom del poble d'Oms prové del llatí vulgar Ŭlmos (plural d'Om, nom d'un arbre).

## Geografia

### Localització i característiques generals del terme

Situació de la comuna d'Oms en el Rosselló

El terme comunal d'Oms, d'una extensió de 18,53 hectàrees, és situat en el sector sud-oriental de la subcomarca dels Aspres, a prop de la Plana del Rosselló i al límit del Vallespir, en una zona de relleu força abrupte, cobert de boscs i de garrigues. El terme és en bona part dins del Vallespir geogràfic (quasi dos terços del territori comunal): els llocs de Reirós i Mas Campells són de fet vallespirencs, mentre que el poble d'Oms és en una carena divisòria entre les conques del Reart i del Tec.
Termes municipals limítrofs:
| Calmella | Montoriol | Llauró |
| Tellet   |           | Vivers |
| Reiners  |           | Ceret  |

### El poble d'Oms

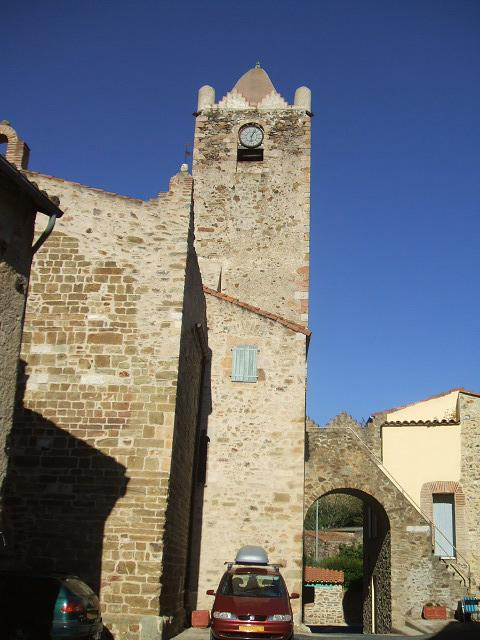
El campanar de l'església parroquial i porta del recinte murallat

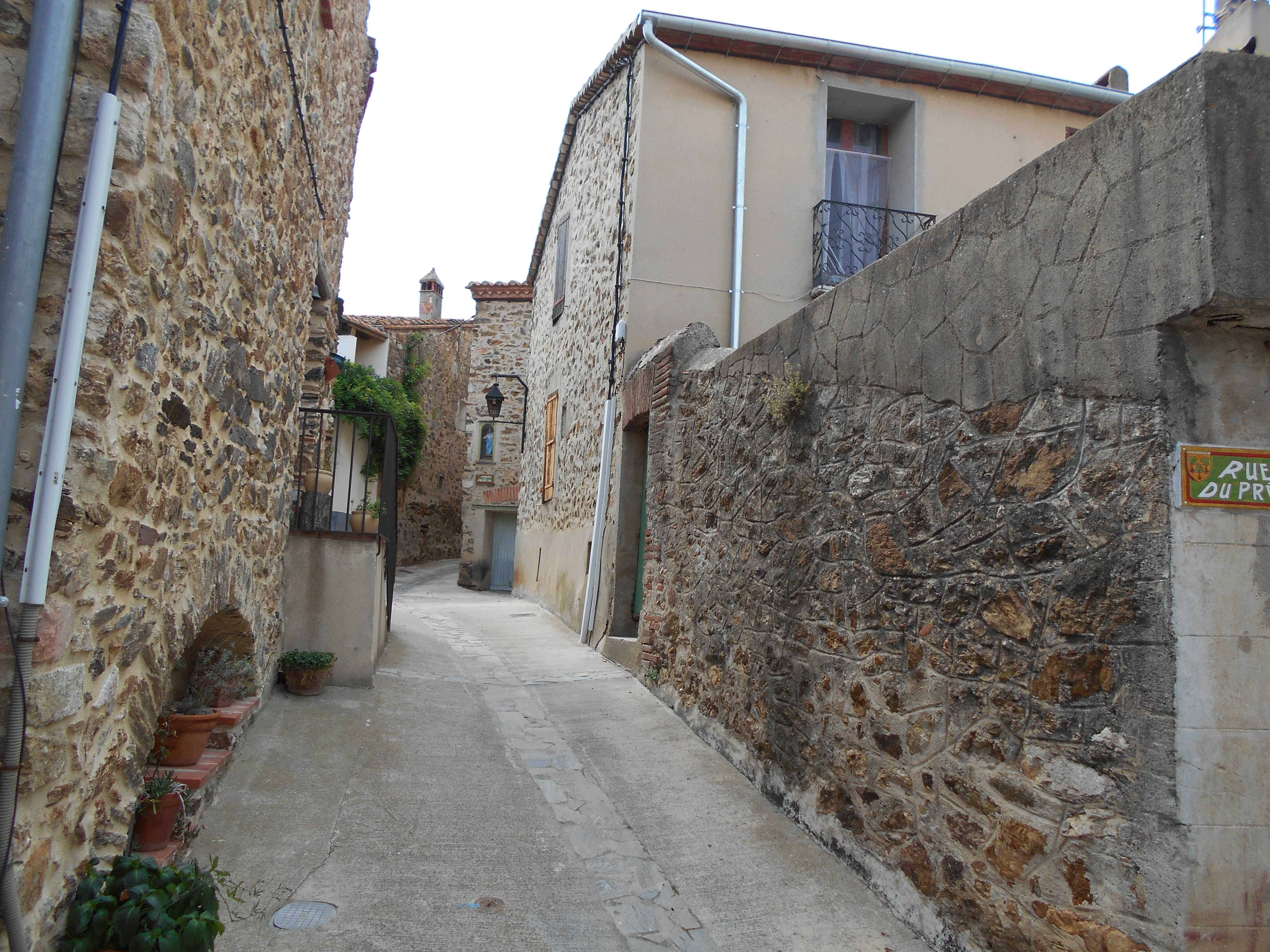
La cellera d'Oms

Situat dalt d'una carena, a 495 m alt, sota el Puig d'Oms, el poble d'Oms s'agrupa a l'entorn de l'església parroquial de Sant Joan Evangelista en una cellera semblant a les moltes altres que són origen dels pobles rossellonesos. El recinte medieval fou tancat en un recinte defensiu que englobava la cellera original i el poble format a partir d'ella.
És dels pobles que ha crescut relativament poc en els darrers temps: el poble actual no és gaire més gran que el medieval, i la seva creixença ha estat sobretot a partir de cases aïllades, moltes d'elles de segona residència.

### Reirós, Roirós o Riurós
El poble de Reirós (formada fixada per Joan Becat) està situat a la zona vallespirenca del terme d'Oms, al sud del terme comunal. És en el vessant de migdia del Serrat de Reirós. És un poble sense comunicació per carretera departamental, però hi menen bones pistes des de Ceret, Reiners i Oms.
Documentat des del 930 (villares Rovorosos) i el 988 (locum Roveroso), havia depès de Ceret. Hi tenien alous el monestir de Santa Maria de Ripoll i l'església de Santa Eulàlia d'Elna.

### El Mas de Campells
Situat a llevant del poble d'Oms el Mas de Campells està documentat des del 930, quan hi tenia un alou el monestir de Sant Pere de Rodes (alaudem de Campellos). Es tracta d'un petit veïnat de masies disperses.

### Capella de la Mallola
Està situada a prop de l'extrem sud-est del terme d'Oms. Es tracta d'una capella en ruïnes.

### Els masos del terme

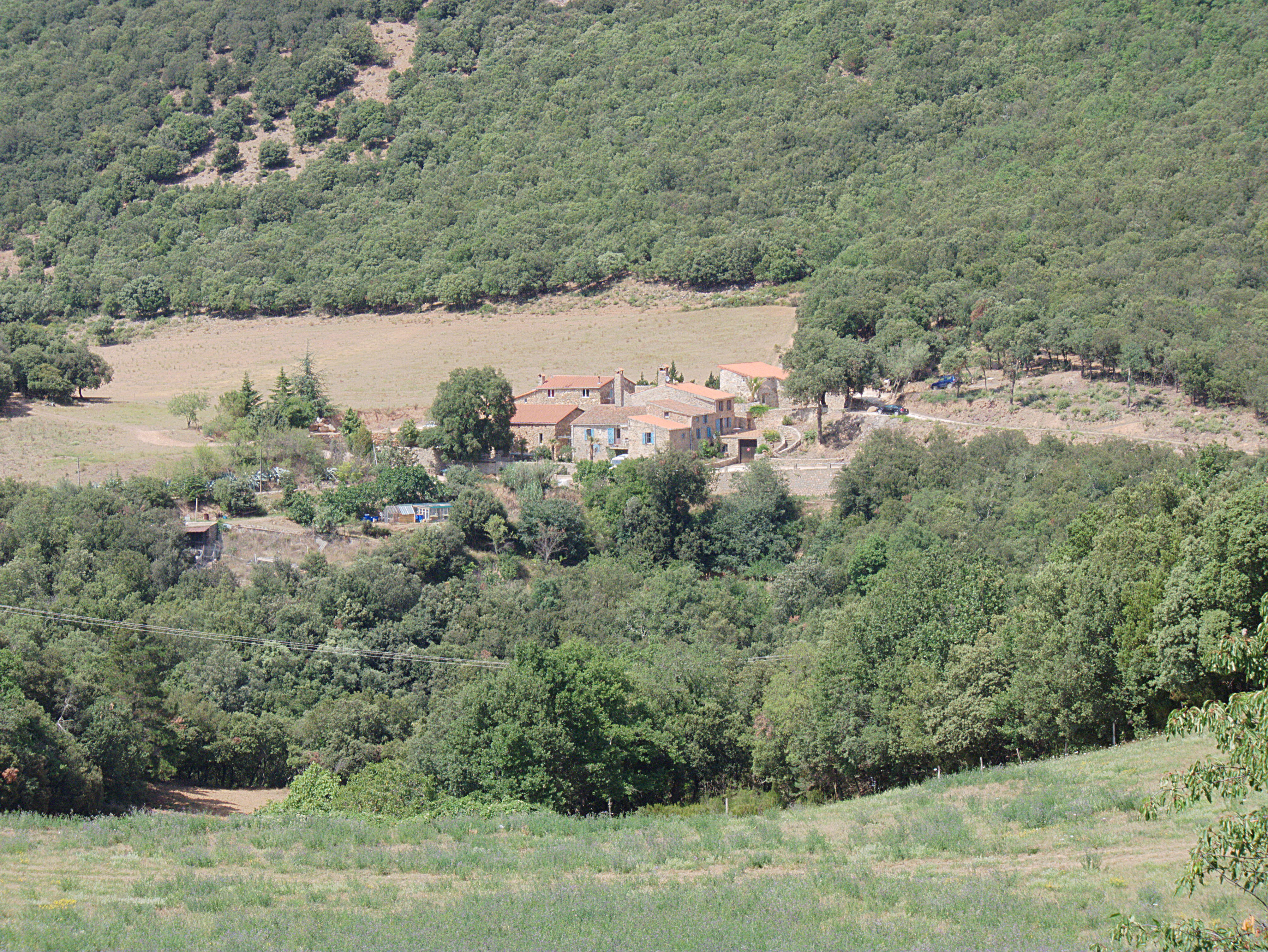
El Mas Picanyol

El d'Oms era un terme força poblat de masos dispersos; de fet, era la major part de la població. Actualment se'n conserven molts, però també n'hi ha en ruïnes o desapareguts. Entre els encara existents, es troben Can Massineta, Can Rimbau, o Can Llinassó, o Mas d'en Llinars, Can Valentí, o Mas d'en Bordes, Can Vinyes, o Mas d'en Julià, Can Xarló, o Mas d'en Llavall, Can Xulina, o Mas Fons, abans Mas Visern, dues construccions anomenades senzillament Casot, el Casot de la Rosa, el Casot de les Vinyes del Rossinyol, el Casot dels Fornassos, el Casot d'en Tià, el Colomer d'en Danyac, el Cortal Bassola, actualment Casa Laguerra, el Cortal d'en Danyac, el Cortal d'en Drulla, el Cortal d'en Patllari, el Cortal d'en Pia, o d'en Puig, el Cortal Dulat, Mas Caner, Mas Cantuern, Mas de Campells, Mas de l'Alba, Mas de la Marxeta, Mas d'en Cadena, Mas d'en Costa, Mas d'en Delom, Mas d'en Guillemot, o Mas d'en Drulla, Mas d'en Patllari, Mas Fontanes, Mas Pere Ambròs, o Mas Laguerra, anteriorment Mas Costa, Mas Picanyol, Mas Rimbau, abans Mas Ponç, Mas Sales, la Palmera, o Mas Guitaire, abans Mas d'en Julià i Santa Anna. Entre els que són en ruïnes o desapareguts, Can Drulla, també anomenat el Casot, Can Peiró, Can Pere Pau, abans Mas Font o Mas d'en Xicoi, el Casot d'en Conte, el Casot d'en Lloret, el Casot d'en Pia, o d'en Puig, el Cortal del Salt d'en Badia, el Cortal del Teixó, el Cortal d'Amunt, el Cortal de Mallola, el Cortal d'en Drulla (un altre amb el mateix nom, desaparegut), el Cortal d'en Françó, el Cortal d'en Saquer, la Gallinera d'en Grau, Mas de Glorianes, Mas de la Selva, sovint denominat senzillament la Selva, Mas d'en Fabra, Mas Garriga, Mas Hortolà i Mas Marçal, així com l'antiga Teuleria.

### Els cursos d'aigua
Pel fet de ser un terme accidentat, abrupte, amb prou feines s'hi compten rius o torrents importants. Entre ells, els que marquen les dues conques diferents en què es divideix el terme d'Oms: la conca del Tec, al sud, vertebrada per la Ribera del Teixó, a ponent, i el Riucerdà, a llevant, i la conca del Reart, vertebrada per la Ribera d'Oms.
Un munt de còrrecs són afluents d'aquests cursos d'aigua principals. Pel que fa a la conca de la Tec, aflueixen en la Ribera del Teixó els còrrecs del Rost i del Julià, el d'en Massina, el de Can Pere Pau, amb els del Bogallar, del Fornàs, de les Tallades, del Cortal d'en Carbassa i el d'en Sales, i en el Riucerdà el Còrrec de Reirós, amb els de la Coma, de la Figuerassa, de la Font, de la Fresqueta, el de la Missió, el del Mas, el de la Collada, el Correguill, el Còrrec dels Caners i el del Pollastre, el Còrrec del Solà del Mas, el Còrrec del Salt d'en Badia amb els del Picanyol, el d'en Bassola, el de Can Valentí i d'en Bordes, el Còrrec de les Fontanes, el d'en Patllari, el d'en Llinassó, amb el d'en Costa, el d'en Llinars, el del Traïdor, el d'en Drulla, el del Batlle, el d'en Pi, el d'en Xarló, abans d'en Genetrola, el de la Marxeta, el del Reixac, el Còrrec de Campells, amb el de la Redubta, el Còrrec de les Tallades (un segon amb el mateix nom), el de Mallola i el de la Guàrdia, o del Bac de Sant Ferriol. Finalment, cap al terme de Llauró baixen els còrrecs de la Jaça d'Oms, el del Mas de l'Oliver i el del Bac de Sant Ferriol.
Cap a la Ribera d'Oms aflueixen els còrrecs de la Pomereda, de la Font de Sant Joan, del Puig d'en Puget, del Mas Soler, de la Fresqueta, de la Vinya Vella, de la Font (un altre amb el mateix nom), del Mas d'en Costa i de la Plantada, el Còrrec del Mas d'en Delom, amb els de la Collada (un altre amb el mateix nom), d'en Drulla (un altre del mateix nom), d'en Delom i de la Calcina, el Còrrec de la Gotina, o de Montagut, i el Còrrec del Bac de Querabs, amb els còrrecs de la Selva, de la Coma Mora i del Torre Blanc.
En terme d'Oms destaquen algunes fonts importants: la Font i la Font i Cisterna (en el poble), la Fnnt de la Platana, la Font del Patell i la Font d'en Bargueta.

### El relleu
Migpartint el terme en dues meitats, la nord més petita que la sud, més extensa. La carena on s'assenta el poble d'Oms dibuixa una clara divisòria d'aigües. La part central del terme és la més elevada, i s'hi assoleixen cims com el Puig d'Oms, de 589 m alt. Al nord es formen les valls de la Ribera d'Oms, que després passa a ser la Ribera de Sant Amanç i més tard contribueix a formar la Cantarana, i les de la Ribera de Montoriol, de la capçalera del Reart.
A migdia del Puig d'Oms es formen les valls de la Ribera del Teixó i del Riu Cerdà, afluents del Tec.
Els topònims del terme d'Oms sovint designen elements del relleu. Així, s'hi troben passos de camins de muntanya, com la Collada de Rimbau i el Coll de les Pedres Blanques, muntanyes, com el Pic de la Calcina d'Oms, el Puig, el Puig d'en Puget, el Puig de Tellet, rocs destacats, com la Roca del Ram, la Roca Negra, el Roc Catrí i la Roqueta, i serres i serrats, com el Serrat, o Serra del Mas Soler, el Serrat de Fpnt Dragó, el Serrat de la Cabina, el Serrat del Colomer, el Serrat del Pollastre, el Serrat del Rost, el Serrat d'en Massineta, el Serrat de Montagut, el Serrat de Reirós i el Serrat de Salvaterra.

### El terme comunal

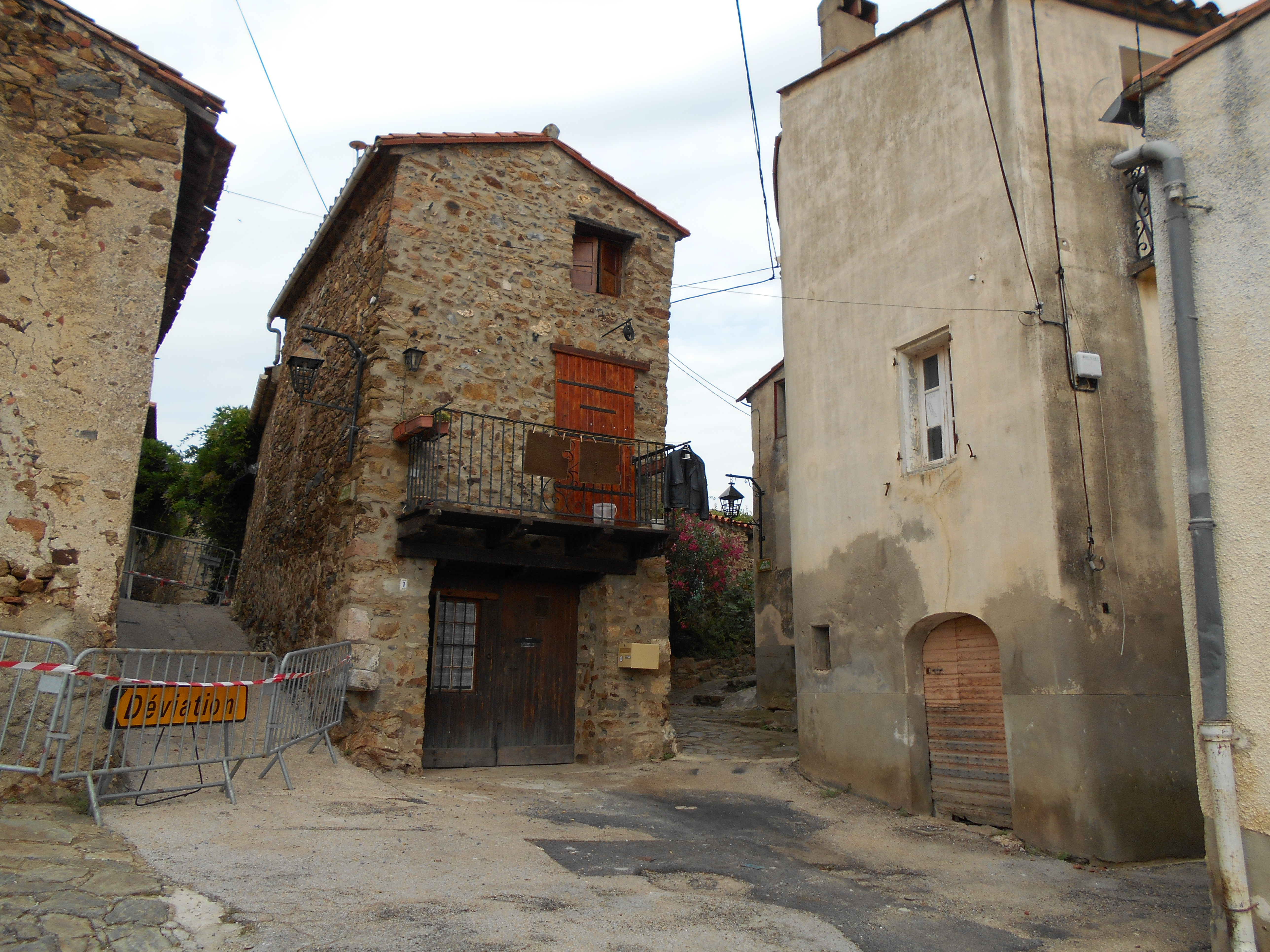
Entrada sud-occidental de la cellera d'Oms

Els topònims conservats a Oms que designen parts del territori són els següents (alguns coincideixen amb masies o altres topònims, i en aquest cas designen les terres dels entorns): el Bogallar, Bosc Bassola, Bosc de la Selva, Bosc d'en Françó, Bosc d'en Guillemot, la Calcina, el Camp d'en Ferri, el Campell Alt, el Campell Baix, el Camp Massineta, el Camp Peiró, els Camps d'en Françó, els Camps de Nostra Senyora, la Clina, el Clotàs, el Colomer, el Cortal d'Amunt, el Cortal d'en Carbassa, el Cortal d'en Patllari, la Costa de Santa Eulària, la Creu d'en Bosc, Darrer o Darrere la Collada, Darrer o Darrere les Torres, la Drulla, la Figuerassa, les Fontanes, la Font de Sant Joan, la Font Dragó, els Fornassos, abans el Fornàs, la Gotina, la Jaça d'Oms, el Mallol Gros, la Marxeta, Mas Caner, Mas Cantuern, Mas d'en Cadena, Mas d'en Delom, Mas d'en Drulla, o de l'Enric, Mas d'en Joan Cadena, Mas d'en Julià, Mas d'en Llinars, Mas d'en Pere Pau, Mas Fons, abans Mas Visern, Mas Picanyol, Mas Ponç, Mas Soler, el Mener (mina antiga), Montagut de Baix, Montagut de Dalt, Montserrat, el Moscalló, les Pedres Blanques, les Picateres, les Planes, el Prat d'en Bassola, Reirós, el Reixac, el Rost, el Salt d'en Badia, la Selva, Siureda d'en Rodor, el Solà del Mas, les Tallades (dues de diferents), el Teixó, el Torre -o el Torrer- Blanc, el Torre Blanc Alt, el Torre Blanc Baix, la Vinya de Campells, la Vinya de l'Alibert, la Vinya de la Rosa, la Vinya de la Guàrdia, la Vinya del Rossinyol i les Vinyes de Prop.
Alguns designen punts i senyals termenals dels límits de la comuna: la Creu del Torre Blanc, el Piló de la Calcina d'Oms, Roques Blanques, el Roc del Camp de Baines, dos llocs anomenats la Termenera i la Termenera del Torre Blanc.

## Transports i comunicacions

### Carreteres
Travessen el terme d'Oms tres úniques carreteres, però només una passa pel nucli principal de població. És la D - 13 (D - 615, a Coll de Llauró - D-618, a Coll d'en Fortó, terme de Prunet i Bellpuig) travessa el terme d'est a oest, aproximadament pel terç septentrional, i en marxa, cap a Calmella, pel nord-oest. Per aquesta carretera, Oms es comunica indirectament amb Llauró (2 km) i directament amb Calmella (1,5) i el terme de Prunet i Bellpuig. És una carretera de muntanya, molt tortuosa.
A ponent del terme es troba la carretera D - 63 (D - 13, a Oms - D - 15, a Reiners), que uneix Oms amb Tellet (3 km) i Reiners (5), i indirectament amb Ceret (8).
D'altra banda, la D - 615 (Illa - Ceret), que passa pel costat de llevant del terme d'Oms, però sense connexió directa amb la població. Aquesta carretera va cap al nord a Llauró, Forques, passant abans a prop de Torderes, Terrats, Llupià, Tuïr, Corbera de les Cabanes i Illa. Cap al sud-oest, aquesta carretera duu a Ceret.

### Transport públic col·lectiu
La línia del servei departamental de Le bus à 1 € més propera a Oms és la que enllaça Forques amb Perpinyà, la 390. Uneix Perpinyà amb Forques, passant per Toluges, Tuïr, Santa Coloma de Tuïr i Terrats. Ofereix deu serveis diaris en cada direcció, de dilluns a dissabte. No circula els dies de festa. Per aquesta línia, Forques és a 5 minuts de Terrats, a 10 de Santa Coloma de Tuïr, a quasi 20 de Tuïr, a 35 de Toluges i a tres quarts d'hora de Perpinyà. Des de Forques a Montoriol cal comptar amb el TAD, el Transport a la demanda. Funciona únicament els diumenges i dies festius, i s'ha de sol·licitar per telèfon el dia abans. Una altra possibilitat és desplaçar-se a Ceret, on es troben diversos enllaços amb línies d'autobús.

### Els camins del terme
Recorren el terme d'Oms molts camins, atès que el nombre de carreteres és limitat. Uns quants enllacen Oms amb els pobles veïns: el Camí o Ruta de Calmella, el Camí de Calmella a Ceret, dos de diferents anomenats Camí de Ceret, el Camí o Ruta de Llauró, el Camí de Mas Campells des de Llauró, el Camí del Mas Llinars, o de Montoriol, el Camí de Reirós des de Ceret, el Camí de Riucerdà des de Ceret, el Camí o Ruta de Tellet, el Camí de Tellet, el de Tellet a Calmella, el de Tellet a Ceret, el Camí Vell de Llauró, el Camí Vell de Montoriol, el Camí Vell de Montoriol a Ceret, el Camí Vell de Perpinyà i la Ruta de Ceret. Esment a part mereix la Carrerada, antic camí ramader.
D'altres camins són interns del mateix terme: el Camí de la Baixada, abans de la Marxeta i de Campells, el de la Jaça d'Oms, el de la Palmera, el del Mas d'en Costa, el del Mas d'en Delom, el del Mas d'en Lavall, el del Mas d'en Pere Pau, el del Mas Fontanes, el del Mas Massineta, el del Vilar, el de Montserrat, el de Pedres Blanques (de fet, primera part del Camí de Ceret) i el de Reirós.

## Activitats econòmiques
La complicada orografia del terme fa que siguin poques les explotacions agrícoles existents, la major part dedicades al conreu de la vinya, menys de la meitat de les quals per a vins de denominació d'origen controlada. També hi ha arbres fruiters, sobretot cirerers, i una mica de cereals i prats per a farratge d'un reduït nombre de bestiar oví i cabrum, amb un nombre testimonial de boví.
Una empresa mitjana de construcció i obres públiques és l'única del poble del sector secundari, i una de les poques de tots els Aspres.

## Història

### Edat mitjana
Oms és esmentat per primera vegada el 899, quan en un precepte de Carles el Simple es confirma una possessió de béns a villa Ulmis. Els senyors de Cameles, així com els seus descendents, els vescomtes de Castellnou hi posseïen alous, com també l'església d'Elna, que posseïa el Mas d'en Costa, actualment Vallpuig.
El 1017 era el vescomte de Besalú qui mostra tenir-hi possessions, ja que dona al Bisbat de Besalú, que no s'arribà a crear, els seus alous d'Oms. Oliba d'Oms i la seva muller Eliardis foren presents a la consagració de les esglésies de Sant Miquel i Santa Maria de Montoriol d'Amunt: són els primers documentats d'una nissaga, els d'Oms, que mantingueren el senyoriu fins a la Revolució Francesa. Els d'Oms, a més, subdividits en diverses branques, fou una de les famílies importants del Rosselló i comarques veïnes. Els d'Oms de Santa Pau, a la Garrotxa, els d'Oms barons de Montescot, els d'Oms de Vilallonga de la Salanca, els d'Oms barons de Corbera, els d'Oms senyors de Calce i Morellàs, els d'Oms senyors de Calmella, i els d'Oms marquesos; tots deriven de la família que es formà en el poble que duu el seu nom. Bernat d'Oms i de Santapau fou un cavaller partidari de Joan II de Catalunya-Aragó en fou el membre més destacat. Fet presoner en la invasió del Rosselló per part de Lluís XI de França, en la defensa d'Elna, fou executat al Castell de Perpinyà el 1474.
El terme d'Oms conservava diverses tombes medievals o tal vegada més antigues: la Tomba, la Tomba del Cortal d'en Drulla, la Tomba Julià, desapareguda, i la Tomba de Reirós. També, les ruïnes de la Capella de la Mallola.

## Demografia

### Demografia antiga
La població està expressada en nombre de focs (f) o d'habitants (h)
| 21 f | 16 f | 8 f | 8 f | 40 f | 75 f | 69 f | 108 h | 619 h | 108 f | 110 f |

Font: Pélissier 1986
Notes:
- 1720: comptat amb Montoriol

### Demografia contemporània
| Evolució de la població |      |      |      |      |      |      |      |      |
| 1793                    | 1800 | 1806 | 1821 | 1831 | 1836 | 1841 | 1846 | 1851 |
| 350                     | 503  | 530  | 548  | 577  | 508  | 546  | 585  | 551  |

| 1856 | 1861 | 1866 | 1872 | 1876 | 1881 | 1886 | 1891 | 1896 |
| ---- | ---- | ---- | ---- | ---- | ---- | ---- | ---- | ---- |
| 509  | 512  | 544  | 479  | 515  | 486  | 453  | 505  | 458  |

| 1901 | 1906 | 1911 | 1921 | 1926 | 1931 | 1936 | 1946 | 1954 |
| ---- | ---- | ---- | ---- | ---- | ---- | ---- | ---- | ---- |
| 415  | 415  | 406  | 330  | 325  | 305  | 253  | 233  | 174  |

| 1962 | 1968 | 1975 | 1982 | 1990 | 1999 | 2007 | 2008 | 2012 |
| ---- | ---- | ---- | ---- | ---- | ---- | ---- | ---- | ---- |
| 177  | 160  | 165  | 225  | 228  | 268  | 275  | 275  | 326  |

| 2013 |
| ---- |
| 324  |

Fonts: Ldh/EHESS/Cassini fins al 1999, després INSEE a partir deL 2004

### Evolució de la població

Població 1962-2008

## Administració i política

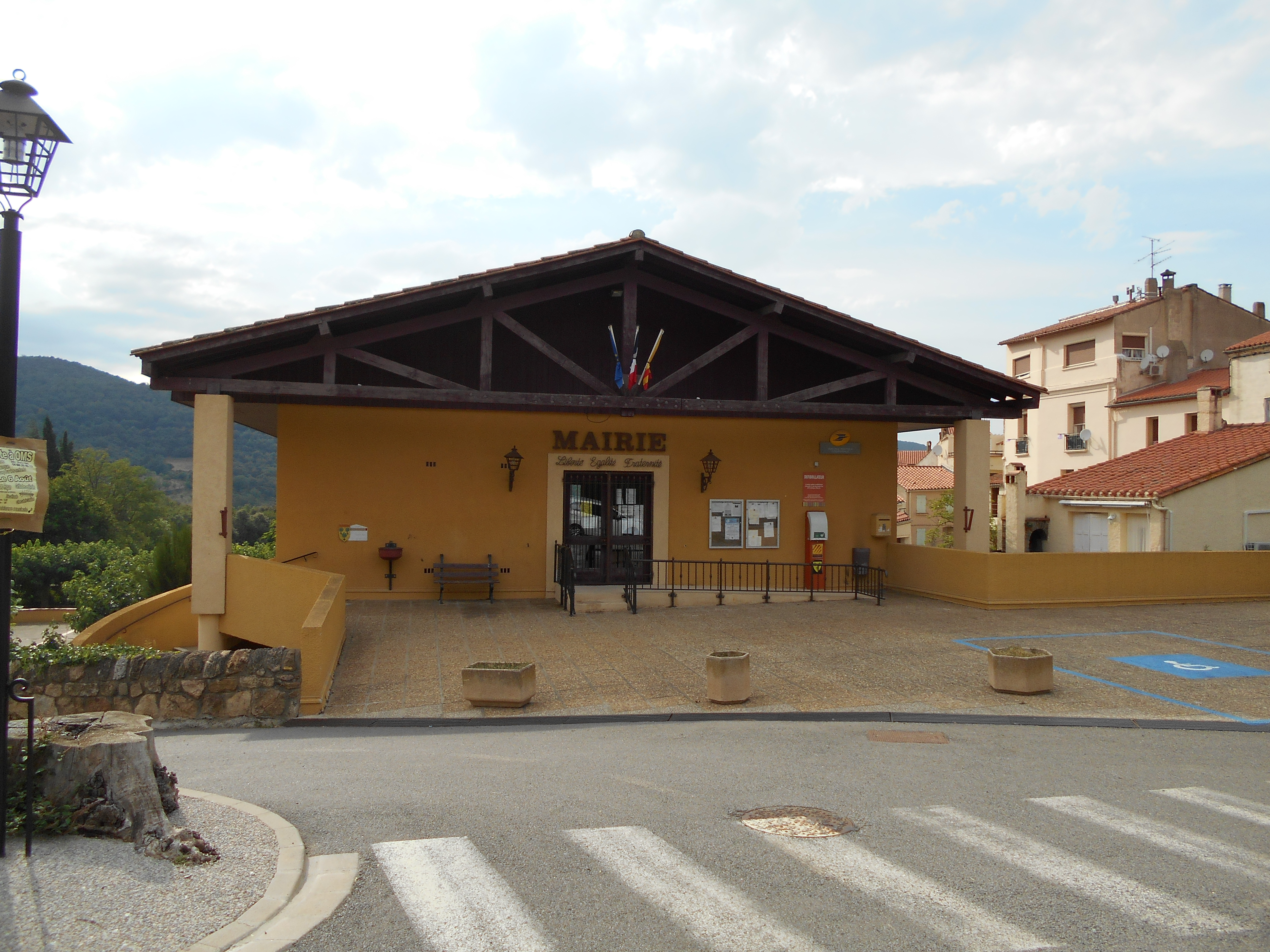
La Casa del Comú d'Oms

### Batlles[12]
| Període                       | Nom                  | Opció política | Comentaris |
| ----------------------------- | -------------------- | -------------- | ---------- |
| Març del 2001 - Març del 2008 | Marie-Dolorès Vargas |                |            |
| Març del 2008 - Moment actual | Christian Vila       |                |            |

### Legislatura 2014 - 2020

#### Batlle
- Christian Vila.

#### Adjunts al batlle[13]
- 1r: Maurice Laguerre.

#### Consellers municipals
- Patrick Gericault
- Alain Fontaine
- Lynne Dickson
- Annie Fajal
- Jean Pierre Garwig
- Sébastien Meline
- Solange Ortiz
- Klaus Shafer
- Paul Xatard.

### Adscripció cantonal

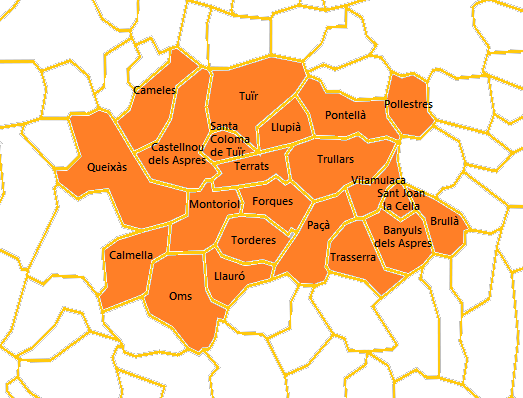
Mapa del Cantó 1 dels Aspres

A les eleccions cantonals del 2015 Oms ha estat inclòs en el cantó número 1, denominat Els Aspres, amb capitalitat a la vila de Tuïr i amb els pobles de Banyuls dels Aspres, Brullà, Calmella, Cameles, Castellnou dels Aspres, Forques, Llauró, Llupià, Montoriol, Oms, Paçà, Pollestres, Pontellà i Nyils, Queixàs, Santa Coloma de Tuïr, Sant Joan la Cella, Terrats, Torderes, Trasserra, Trullars i Vilamulaca. Hi han estat escollits com a consellers departamentals Édith Pugnet, del Partit Comunista - Front d'esquerra, Vicepresident del Consell departamental, adjunta al batlle de Cabestany, i René Olivé, del Partit Socialista, Vicepresident del Consell departamental, batlle de Tuïr.

## Ensenyament i cultura
Oms disposa d'una escola de maternal i elemental pròpia, amb 12 alumnes. Per a la secundària, poden assistir als col·legis de Ceret, Illa, Sant Esteve del Monestir, el Soler, Toluges o Tuïr. Finalment, per al batxillerat, als Liceus de Ceret o Perpinyà.

## Persones il·lustres
- Guillem Agel i Barrière (1752-1832), mestre i impressor a Tuïr i a Perpinyà
- Sergi Bonacase (1924-1977), pintor